# Јутро ће променити све
Јутро ће променити све је  српска ТВ серија из 2018. године у режији Горана Станковића, Владимира Тагића и Милице Томовић. Сценаристи серије су Маја Пелевић, Димитрије Коканов, Милан Марковић Матис, Борис Гргуровић и Филип Вујошевић.

## Радња
Беспарица, немогућност проналажења сталног посла, становање код родитеља или с цимерима, несређени љубавни односи — тако би могао да се опише живот већине младих људи у Србији.
Ово је прича o младим људима који су прешли тридесету, завршили са школовањем, нису оформили породицу, немају сталне послове и још увек трагају за собом и „својим местом“ у свету...
У раскораку између ране младости која им измиче и одраслог доба, наши ликови покушавају да редефинишу своје пријатељске и емотивне односе и схвате "куда даље".
Кроз борбу са животним изазовима једне генерације, серија покушава и да дочара дух Београда данас: говори о онима који живе у њему, онима који из њега одлазе, али и онима који му се поново враћају...
Кроз 40 епизода серија прати живот четворо тридесетогодишњака у Београду, кроз период од годину дана. Када се Филип, дечко који обећава, стипендиста престижног америчког универзитета Беркли, након неколико година проведених у Америци, врати у Београд, испоставиће се, да ће његова наизглед кратка посета, трајати дуже него што је планирано. Филипов повратак окупиће његове дугогодишње пријатеље, Љубу, Анђелу и Александру.
Специфична по темама којима се бави — професионална и емотивна неснађеност у тридесетим годинама, преиспитивање сексуалности серија није налик остатку српске телевизијске продукције.

## Епизоде
Серија "Јутро ће променити све" је снимљена у 40 епизода, снимана ван студија на 300 локација и у којој је глумило више од 200 глумаца.

## Улоге
| Глумац                  | Улога                         |
| ----------------------- | ----------------------------- |
| Никола Ракочевић        | Филип                         |
| Јована Стојиљковић      | Анђела                        |
| Андрија Кузмановић      | Љуба                          |
| Исидора Симијоновић     | Саша                          |
| Анита Манчић            | Биљана                        |
| Небојша Дугалић         | Душан                         |
| Милан Марић             | Мирослав                      |
| Миона Марковић          | Кристина                      |
| Миодраг Драгичевић      | Виктор                        |
| Милица Стефановић       | Ивона                         |
| Марко Јанкетић          | Андреј                        |
| Хана Бештић             | Дарија                        |
| Миодраг Крстовић        | професор Ћирић                |
| Зинаида Дедакин         | Разредна                      |
| Јасмина Аврамовић       | Зорка                         |
| Немања Оливерић         | Јакша                         |
| Татјана Венчеловски     | Миљана                        |
| Анастасиа Мандић        | Светлана                      |
| Јелена Ђокић            | Дина                          |
| Никола Глишић           | Дејан                         |
| Милош Влалукин          | Зиги                          |
| Јована Гавриловић       | Сенка                         |
| Љиљана Стјепановић      | Деса                          |
| Никола Ристановски      | Коља                          |
| Тијана Чукић            | Мина                          |
| Борис Исаковић          | професор Вујошевић            |
| Ненад Пећинар           | Борис                         |
| Дубравка Ковјанић       | Дуња                          |
| Бранко Јанковић         | Крема                         |
| Душан Радовић           | Сава                          |
| Иван Томић              | Дарко уролог                  |
| Бојана Зечевић          | Зора                          |
| Љубиша Савановић        | газда локала                  |
| Александар Стојковић    | Миле                          |
| Марко Грабеж            | Марко                         |
| Бранка Шелић            | Рада                          |
| Милица Јаневски         | Мира                          |
| Урош Јаковљевић         | Коле                          |
| Небојша Миловановић     | Професор Арсенијевић          |
| Паулина Манов           | Милена                        |
| Дејан Дедић             | Младен Димитријевић           |
| Горан Богдан            | Вук Антонић                   |
| Тихана Лазовић          | Инес                          |
| Матеја Поповић          | Андреј фотограф               |
| Ирма Миловић            | шминкерка Мара                |
| Бојана Стојковић        | Катарина                      |
| Огњен Копуз             | пандур                        |
| Милан Марковић Матис    | дилер                         |
| Димитрије Коканов       | хипстер Борко                 |
| Наташа Јанковић         | Лејла банка                   |
| Александра Симић        | Јелена                        |
| Јован Здравковић        | Иван                          |
| Ива Илинчић             | Теодора                       |
| Милутин Јанићијевић     | Теодор                        |
| Александар Ђинђић       | Давид                         |
| Миљана Кравић           | Бојана                        |
| Иван Заблаћански        | Полицајац                     |
| Димитрије Илић          | Полицајац                     |
| Братислав Славковић     | комшија                       |
| Олга Исаков             | комшиница                     |
| Стојша Ољачић           | клинка                        |
| Станислава Милосављевић | рођака                        |
| Александар Михаиловић   | рођак                         |
| Маја Илић               | Јана млада                    |
| Јован Мијовић           | Мирко                         |
| Марко Милосављевић      | мушкарац на свадби            |
| Настасија Поповић       | жена на свадби                |
| Урош Матијаш            | Ученик 1                      |
| Ана Берисавац           | ученица 2                     |
| Урош Дробац             | ученик 3                      |
| Бојан Хлишић            | полицајац                     |
| Александра Белошевић    | полицајка                     |
| Бранислав Кнежевић      | власник клуба                 |
| Здравко Малетић         | инспектор у бару              |
| Мина Манојловић         | девојка са малтезером         |
| Ранко Ковачевић         | чика Миша Сплав               |
| Душан Милошевић         | чика Никола                   |
| Иван Томашевић          | новинар коктел                |
| Бојан Лазаров           | Злаја коктел                  |
| Милица Јевтић           | Љиљана коктел                 |
| Рејчел Ћосовић          | госпођа на шалтеру Мупа       |
| Танасије Ђакић          | хипстер                       |
| Милица Сужњевић         | хипстерка                     |
| Перо Стојанчевић        | Мита                          |
| Слађана Биљман          | медицинска сестра             |
| Александар Стојановић   | младић на изложби             |
| Дејан Огорелица         | младић на изложби             |
| Александар Стојковић    | момак из МУП                  |
| Миливоје Станимировић   | Ђура                          |
| Лидија Куч              | продавачица у посластичарници |
| Петар Стојановић        | Фотограф                      |
| Зелан Грегуш            | редитељ Срђан                 |
| Иван Перковић           | организатор                   |
| Елена Салопек           | девојчица реклама             |
| Јована Драгаш           | глумица                       |
| Филип Милићевић         | Бојан фирма                   |
| Исидора Грађанин        | Марина сиса                   |
| Ренато Мишколци         | ДЈ                            |
| Бранка Плавшић          | Жена ПС Миријево              |
| Саша Петровић           | портир студентски дом         |
| Милорад Станојевић      | Зигијев отац                  |
| Даница Крљар            | Зигијева мајка                |
| Ваутер ван Хаувелинген  | клијент                       |
| Јована Милетић          | клијенткиња                   |
| Дарио Лаиншчак          | младић фирма                  |
| Анамариа Серда          | девојка фирма                 |
| Исидора Веселиновић     | девојка на изложби            |
| Маша Ђорђевић           | девојка у бару                |
| Мила Шаркић             | девојка у бару                |
| Никола Пријовић         | тату мајстор                  |
| Милош Петровић          | Хамза                         |

## Музика из серије
ПГП РТС је у децембру 2018. године објавио компилацију са музиком из серије Јутро ће променити све.
| №               | Назив                              | Извођач(и)                | Трајање |  |
| 1.              | Далек свет                         |                           | 3:12    |  |
| 2.              | Носорог                            | Визељ                     | 3:31    |  |
| 3.              | Кад се неко нечем добром нада      | Обојени програм           | 3:25    |  |
| 4.              | Дани                               | Вирвел                    | 6:11    |  |
| 5.              | Ти си сам                          | Нежни Далибор             | 3:34    |  |
| 6.              | Љубавна (инструментал)             | Јања Лончар               | 2:01    |  |
| 7.              | То су само речи                    | Ти                        | 4:22    |  |
| 8.              |                                    | ЛП Електро                | 3:46    |  |
| 9.              | Ми смо од шећера                   | Битипатиби                | 5:13    |  |
| 10.             | Праскозорје                        |                           | 6:45    |  |
| 11.             | Мексико (инструментал)             | Павле Попов и Јања Лончар | 3:32    |  |
| 12.             | То                                 | Велики презир             | 3:33    |  |
| 13.             | Заблуда                            | Јарболи                   | 1:44    |  |
| 14.             | Капетан Есид (акустична верзија)   | Електрични оргазам        | 4:28    |  |
| 15.             | Тешке боје                         | Горан Баре и Мајке        | 4:31    |  |
| 16.             | У магновењу (уживо)                | Гоблини                   | 3:46    |  |
| 17.             | Изгубљени у бремену (инструментал) |                           | 3:25    |  |
| 18.             | Марлена                            | Бајага                    | 2:54    |  |
| 19.             | Да, да, да                         | Пионир 10                 | 5:27    |  |
| 20.             | Ипак је живот леп                  | Јања Лончар               | 1:38    |  |
| Укупно трајање: | Укупно трајање:                    | Укупно трајање:           | 76:58   |  |